# 시정호문
시정호문(중국어 정체자: 市井豪門, 병음: Shìjǐngháomén, 영어: Billionaire Story)은 중화민국 민간 전민 텔레비전에서 2022년 10월 4일부터 2023년 10월 31일까지 방송한 드라마이다.

## 등장 인물
- 궈야탕: 궈이전 (郭怡珍) 역
- 왕퉁: 류후이팅(劉惠婷) 역
- 허하오제 : 천스밍 (陳世明) 역
- 린다오위안: 우원쑹(吳文松) 역
- 판리리: 리가오수펀(李高淑芬) 역